# Hypopomus artedi
Hypopomus artedi es la única especie del género Hypopomus, un pez de agua dulce de la familia Hypopomidae. Se distribuye en cuerpos acuáticos templado-cálidos y cálidos del norte de América del Sur. La especie alcanza una longitud total de 50 cm. Es denominada comúnmente morena o pez cuchillo. 

## Taxonomía
Esta especie fue descrita originalmente en el año 1856 por el naturalista alemán Johann Jakob Kaup, bajo el término científico de Rhamphichthys artedi.
El género fue creado en el año 1864 por el ictiólogo estadounidense Theodore Nicholas Gill.
Etimología
Hypopomus viene del griego, donde hypo significa 'bajo', y poma significa 'cubierta', u 'opérculo'.

## Distribución y hábitat
Hypopomus artedi habita en arroyos de corriente rápida y con sustrato arenoso. Se distribuye en el norte de Sudamérica, en drenajes atlánticos de las Guayanas, y en el norte del Brasil; agregándose además un registro seguramente erróneo de la Argentina.